# 武夷桤叶树
武夷桤叶树（学名：Clethra wuyishanica），为桤叶树科桤叶树属下的一个植物种。武夷桤叶树也是一種灌木，主要分佈於江西西北部以及福建西北部。